# Ursula von der Leyen
Ursula Gertrud von der Leyen, născută Albrecht, (n. 8 octombrie 1958, Elsene, Comunitatea Francofonă din Belgia⁠(d), Belgia) este o politiciană creștin-democrată germană. Din decembrie 2013 până în iulie 2019 a îndeplinit funcția de ministru al Apărării, în guvernele III și IV Angela Merkel (CDU). 
Ursula von der Leyen s-a născut și a crescut la Bruxelles, Belgia, într-o familie de origine germană. Tatăl ei, Ernst Albrecht⁠(d), a fost unul dintre primii funcționari publici europeni⁠(d). A crescut cu două limbi materne, germană și franceză, și s-a mutat în Germania în 1971 când tatăl ei s-a implicat pe scena politică din acea țară. A absolvit London School of Economics în 1978, și în 1987 a obținut licența în medicină de la Școala Medicală din Hanovra. După ce s-a căsătorit cu colegul ei, medicul Heiko von der Leyen⁠(d), a trăit patru ani în Statele Unite cu familia în anii 1990. La întoarcerea în Germania, s-a implicat în politica locală din regiunea Hanovra⁠(d) pe la sfârșitul anilor 1990, și a fost ministru în guvernul Saxoniei Inferioare din 2003 până în 2005.
În 2005, a intrat în cabinetul federal, mai întâi ca ministru al familiei și tineretului⁠(d) între 2005 și 2009, apoi ca ministru al muncii și problemelor sociale⁠(d) între 2009 și 2013, și în cele din urmă ca ministru al apărării⁠(d) între 2013 și 2019, fiind prima femeie ministru al apărării al Germaniei. Când a părăsit funcția, era singurul ministru care făcuse permanent parte din guvern de când Angela Merkel devenise cancelar. A fost vice-lider al CDU între 2010 și 2019, și era privită ca una din principalele candidate la succesiunea lui Merkel în funcția de cancelar al Germaniei și favorită pentru secretariatul general al NATO după Jens Stoltenberg. Secretarul britanic pentru apărare Michael Fallon⁠(d) o descria în 2019 ca „o prezență stelară” în comunitatea NATO și „lidera miniștrilor NATO de-a lungul a cinci ani.” În 2023, era din nou considerată o favorită pentru preluarea acestui rol.
La 2 iulie 2019, von der Leyen a fost propusă Consiliului UE drept candidat la președinția Comisiei Europene și a fost aleasă în această funcție de Parlamentul European; a devenit prima femeie care a deținut această funcție. Ca președinte al Comisiei Europene, a abordat problema coordonării la nivelul Uniunii a efortului de limitare a efectelor pandemiei de COVID-19; cea a volumului mare de migrație cauzat de faptul că Uniunea este ținta principală a persoanelor care fug de persecuții, războaie și sărăcie din Africa și Orientul Mijlociu; și cea a agresiunii Rusiei împotriva Ucrainei.

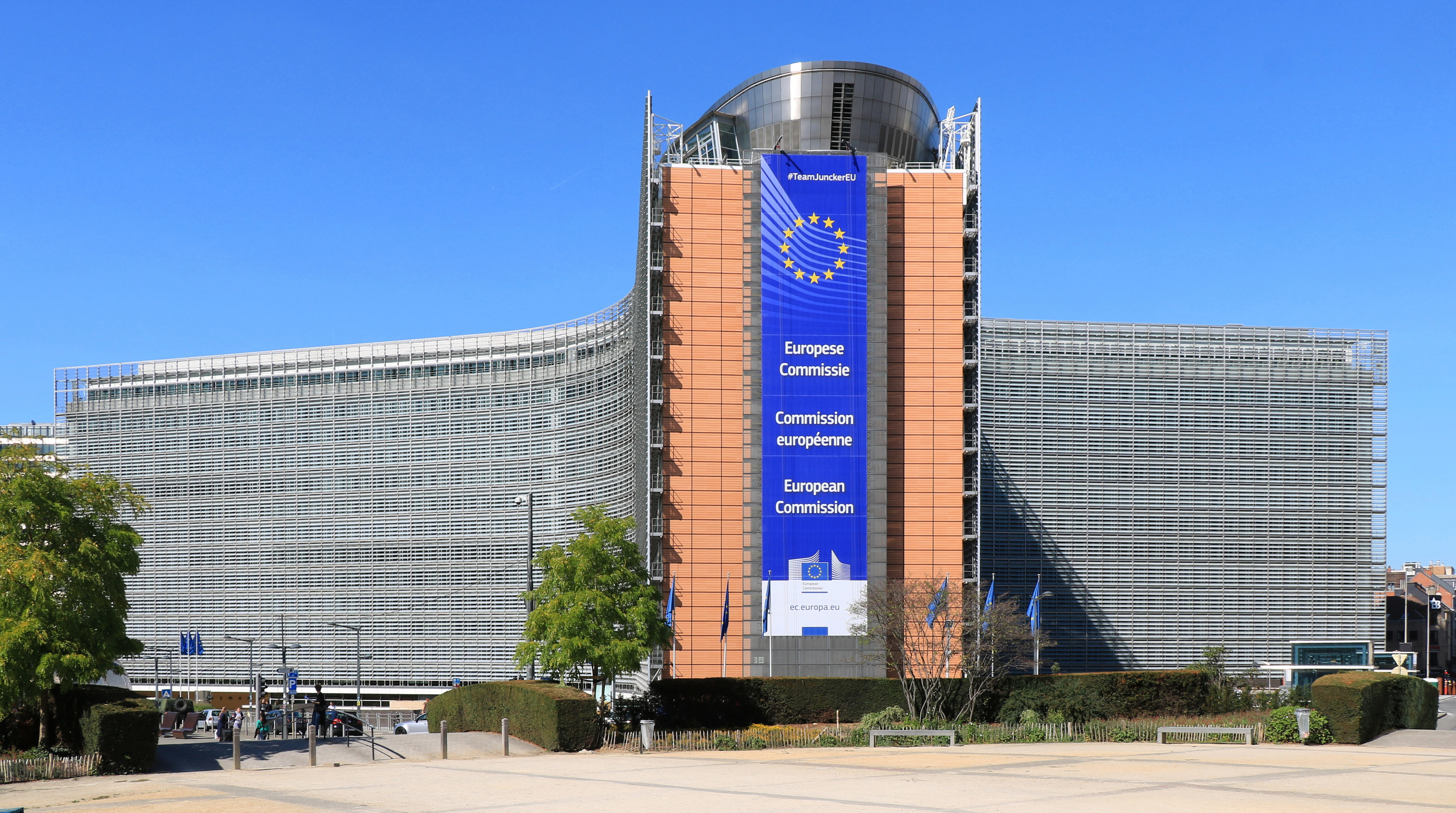
Comisia Europeană

## Studii
Între 1980 și 1987 a studiat medicina la Universitatea de Medicină din Hanovra (MHH). În 1987 și-a susținut examenul de stat și a primit aprobarea de practică medicală, profesând apoi în anii următori ca medic rezident la clinica de ginecologie a Universității de Medicină din Hanovra. 
Are gradul de doctor în medicină, cu o teză despre Proteina C reactivă, obținut în 1991.

## Activitate politică
În data de 2 iulie 2019 a fost nominalizată de Consiliul European pentru funcția de președinte al Comisiei Europene. În data de 16 iulie 2019 a fost votată de Parlamentul European. Ursula von der Leyen este al doilea  președinte german al Comisiei Europene, după Walter Hallstein (CDU), care a fost  primul președinte al Comisiei Comunității Economice Europene.
Comisia von der Leyen și-a început activitatea la 1 decembrie 2019, ca succesoare a comisiei Juncker.

## Acuzația de plagiat al tezei de doctorat
La 27 septembrie 2015 site-ul VroniPlag Wiki a declarat că a găsit «paragrafe plagiate» în 27 de pagini din teza de doctorat în medicină din 1991 a Ursulei von der Leyen. Senatul Universității de Medicină din Hanovra a decis în data de 9 martie 2016 că Ursula von der Leyen își poate păstra gradul de doctor în medicină, întrucât cele trei citări defectuoase sau inexacte nu afectează teza în ansamblul ei.

## Familie
Când locuiau la Bruxelles, sora ei mai mică, Benita-Eva, a murit la vârsta de unsprezece ani de cancer. Mai târziu, Ursula von der Leyen și-a amintit „neputința enormă a părinților mei” în perspectiva suferinței de cancer, pe care a citat-o în 2019 drept una dintre motivațiile ei pentru „preluarea conducerii în lupta împotriva cancerului” de către Comisia UE.